# Andre Geim
Andre Geim (Russisch: Андрей Константинович Гейм, Andrej Konstantinovitsj Gejm) (Sotsji, 21 oktober 1958) is een Brits natuurkundige van Russische afkomst. Voor zijn ontdekking van grafeen won hij in 2010 de Nobelprijs voor natuurkunde. Hij kreeg ook bekendheid door de uitvinding van lijm die de voetharen van een gekko nabootst. 

## Loopbaan
Geim studeerde in 1982 af aan het Instituut voor Natuurkunde en Techniek van Moskou. Hij promoveerde in 1987 aan het Instituut voor Vastestoffysica in Tsjernogolovka waar hij aansluitend tot 1989 werkzaam was. Hierna was hij op tijdelijke basis werkzaam aan de Universiteit van Nottingham, het Hans Christian Ørsted Instituut in Kopenhagen en de Universiteit van Bath. Tussen 1993 en 1994 had hij een onderzoeksaanstelling (research associate) aan de Universiteit van Nottingham. Van 1994 tot 2000 was hij universitair hoofddocent aan de Katholieke Universiteit Nijmegen.
Hij ergerde zich aan het hiërarchische systeem op Nederlandse universiteiten waar één hoogleraar de baas is in een vakgroep en de overigen onder hem staan. Hij weigerde een langer verblijf in Nijmegen alsmede een aanstelling aan de Technische Universiteit Eindhoven en werd hoogleraar aan de Universiteit van Manchester. Hij is sinds februari 2010 als bijzonder hoogleraar verbonden aan het Instituut voor Moleculen en Materialen van de Radboud Universiteit in Nijmegen. Sinds 2007 maakt hij deel uit van de Britse Royal Society. In 2009 ontving hij eredoctoraten van de TU Delft en de ETH Zürich.

## Grafeen
Grafeen is twee-dimensionaal grafiet van één atoomlaag dik. Om het te maken ontwikkelden Geim en Konstantin Novoselov een nieuwe techniek: mechanical exfoliation. Van een potloodlijntje van grafiet pelde hij met plakband laag voor laag een stukje af tot hij één atoomlaag overhield. Deze thin film bracht hij vervolgens aan op een isolerend substraat van siliciumdioxide. Het resultaat kon onder een microscoop bekeken worden. In 2004 slaagden ze erin een grafeenmolecuul te isoleren en daarmee een veldeffecttransistor te bouwen.
Grafeen heeft een bijna honingraatstructuur van zesatomige koolstofringen, waarbij een koolstofatoom aan drie andere atomen gebonden is via sterke covalente bindingen, maar het vierde elektron van ieder koolstofatoom is 'vrij'. Hierdoor is het een extreem efficiënte geleider van elektriciteit. Elektronen in grafeen gedragen zich als massaloze relativistische deeltjes met een constante snelheid van 1000 km/sec, net als fotonen.
In 2010 kreeg hij samen met zijn promovendus Konstantin Novoselov de Nobelprijs voor Natuurkunde vanwege hun onderzoek naar de eigenschappen van grafeen. Hij is daarmee de enige die zowel een Nobelprijs als een Ig Nobelprijs heeft gewonnen.

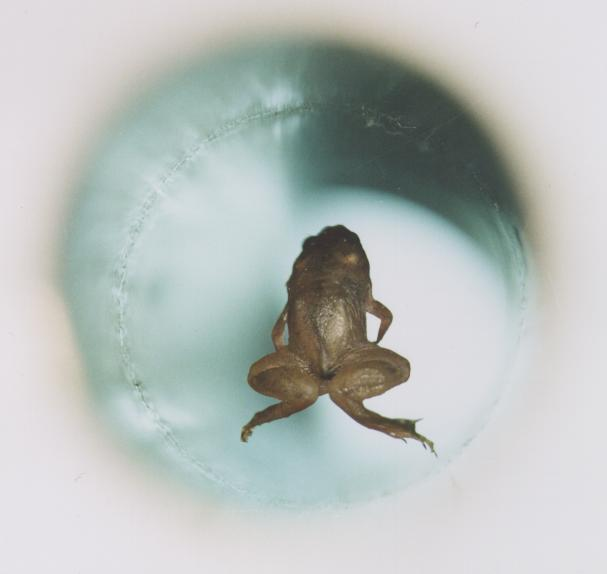
Door magnetische kracht voort-bewogen kikker in het Magnetenlab van de Radboud Universiteit in Nijmegen. Experiment van Geim en Michael Berry waarmee zij de Ig Nobelprijs wonnen in 2000.

## Gecko tape
Geim ontwikkelde begin eenentwintigste eeuw een micro gefabriceerde lijm die de voetharen van een gekko nabootst. Deze kreeg bekendheid als "gecko tape".

## Erkenning
De Ig Nobelprijs ontving hij nadat hij in 1997 een kikker liet zweven in een Nijmeegse supermagneet. Ook heeft hij roem gedeeld met onder andere zijn hamster genaamd Tisha, met wie hij onder het pseudoniem H.A.M.S. ter Tisha een gemeenschappelijk artikel schreef.
- 2000 - Ig Nobelprijs (met Michael Berry)
- 2007 - Mott Medal
- 2007 - Lid van de Royal Society
- 2008 - EuroPhysics Prize (met Konstantin Novoselov)
- 2009 - Körber-Preis
- 2009 - Eredoctoraat Technische Universiteit Delft
- 2010 - Hughes Medal
- 2010 - Nobelprijs voor Natuurkunde (met Konstantin Novoselov)
- 2010 - Commandeur in de Orde van de Nederlandse Leeuw[9]
- 2012 - Knight Bachelor[10]
- 2013 - Copley Medal

## Persoonlijk
Geim werd geboren met de Sovjet-Russische nationaliteit. Later werkzaam en wonende in Nederland, nam hij de Nederlandse nationaliteit aan. Als Nederlander won hij in 2010 de Nobelprijs voor natuurkunde. Toen hij naar Engeland verhuisde, nam hij in de jaren 2010 de Britse nationaliteit aan om naar eigen zeggen een Britse ridderorde te kunnen ontvangen. Hij verloor daarop zijn Nederlandse nationaliteit.